# Ачипсинские водопады
Ачипсинские водопады — водопады у истоков реки Ачипсе на территории Адлерского района города Сочи. Расположены на хребте Ачишхо на высоте 1750 м над уровнем моря, на территории Сочинского национального парка (для посещения необходимо наличие пропуска) в 7 км к северо-западу от посёлка Красная Поляна.
Ачипсинские водопады берут свое начало с уступов в верховьях реки Ачипсе и спадают по склонам в виде двух красивых и мощных потоков. По мере протекания вниз эти потоки постепенно сближаются, в итоге образуя один мощный поток горной воды (один из потоков является истоком реки Ачипсе, второй поток является её притоком).
Возле водопадов находятся несколько палаточных кемпингов. Добраться до водопадов возможно несколькими направлениями, главные маршруты начинаются из Красной Поляны и от Хмелевских озёр. От Красной Поляны (от крайней верхней улицы) до водопадов дойти возможно за 3-4 часа. Через водопады также проходит один из основных маршрутов восхождения на хребет Ачишхо и гору Ачишхо-Главная.
Самым удачным временем посещения водопадов является период с 15 мая по 15 октября, так как в этот период нет снежного покрова и погода относительно стабильная.